# Helleborus thibetanus
Espèce
Classification phylogénétique
Helleborus thibetanus, l'Hellébore tibétain, est une espèce de plantes herbacées vivaces de la famille des Ranunculaceae, originaire du Sud-Ouest de la Chine. Elle croît dans les forêts de montagne au-dessus de 1 100 m. Actuellement, l’espèce est devenue rare à l’état naturel.
L’hellébore tibétain est cultivé en Europe depuis le milieu des années 1990.
Ses composés bufodiénolides sont des cardiotoniques qui intéressent les pharmacologues.

## Étymologie et histoire de la nomenclature
Le nom de genre Helleborus, introduit par Linné en 1753 dans Species plantarum, désigne en latin et en grec (ελλεβορος, elleboros) une espèce d'hellébore qui était l’évacuant par excellence de la médecine hippocratique dans la Grèce antique (André).
L’épithète spécifique thibetanus est une formation de latin scientifique désignant le Thibet (soit le Tibet avec l’orthographe actuelle).
Au XIXe siècle, Armand David et Adrien Franchet, deux éminents botanistes, ont apporté une contribution majeure à la connaissance de la flore chinoise. Le premier sur le terrain et le second au Muséum à Paris.
Le père David, missionnaire botaniste et zoologue, a remonté le Yangzi jiang lors de sa seconde mission d’exploration naturaliste qu’il mena de mai 1868 à juin 1870. Il établit sa base à Moupin (actuellement Baoxing) à l’ouest de Chengdu, dans une région montagneuse d’ethnie tibéto-birmane, appartenant à l’une des provinces traditionnelles du Tibet, le Kham, qui sera désintégrée en 1960 et dont une partie sera rattachée au Sichuan chinois. En mars 1869, il découvre une profusion d’Helleborus thibetanus en fleur sur le versant nord de la montagne de Moupin.
Adrien Franchet est le botaniste du Muséum qui au XIXe siècle s’est spécialisé dans les flores asiatiques. Il décrivit les plantes des herbiers envoyés par les missionnaires botanistes qui parcouraient la Chine comme le père Armand David, le père Delavay, le père Farges ou le père Bodinier. Il donnera une description de l’hellébore envoyée par le père David en 1886 dans les Nouvelles archives du muséum d'histoire naturelle, où il précise (en latin) la localisation ainsi : « Moupine, fréquent dans les montagnes humides, mars 1869 ».
Cette espèce fut collectée à nouveau en 1885 dans le Gansu par l’explorateur russe M. Berezovsky, mais le botaniste russe Carl Maximowicz qui étudia le spécimen ne s’aperçut pas que c’était la même que celle qui avait été trouvée par le père David aussi l’appela-t-il H. chinensis. L’Hellebore tibétaine resta une curiosité pendant des décades, connue seulement par des spécimens d’herbier.

## Description

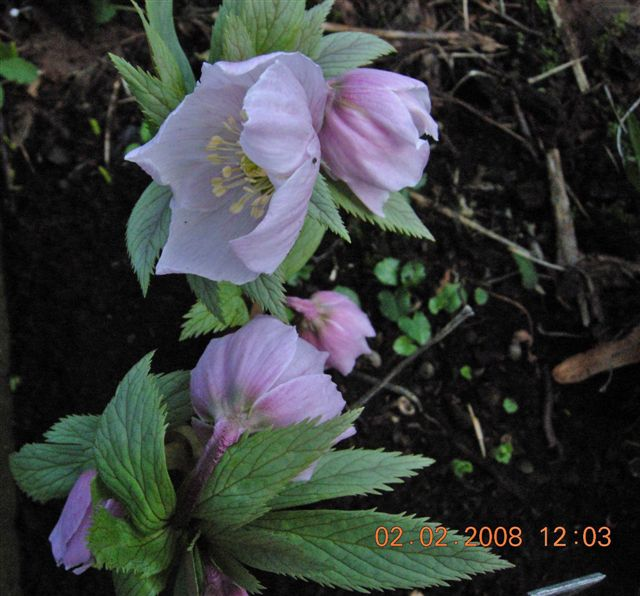
Helleborus thibetanus

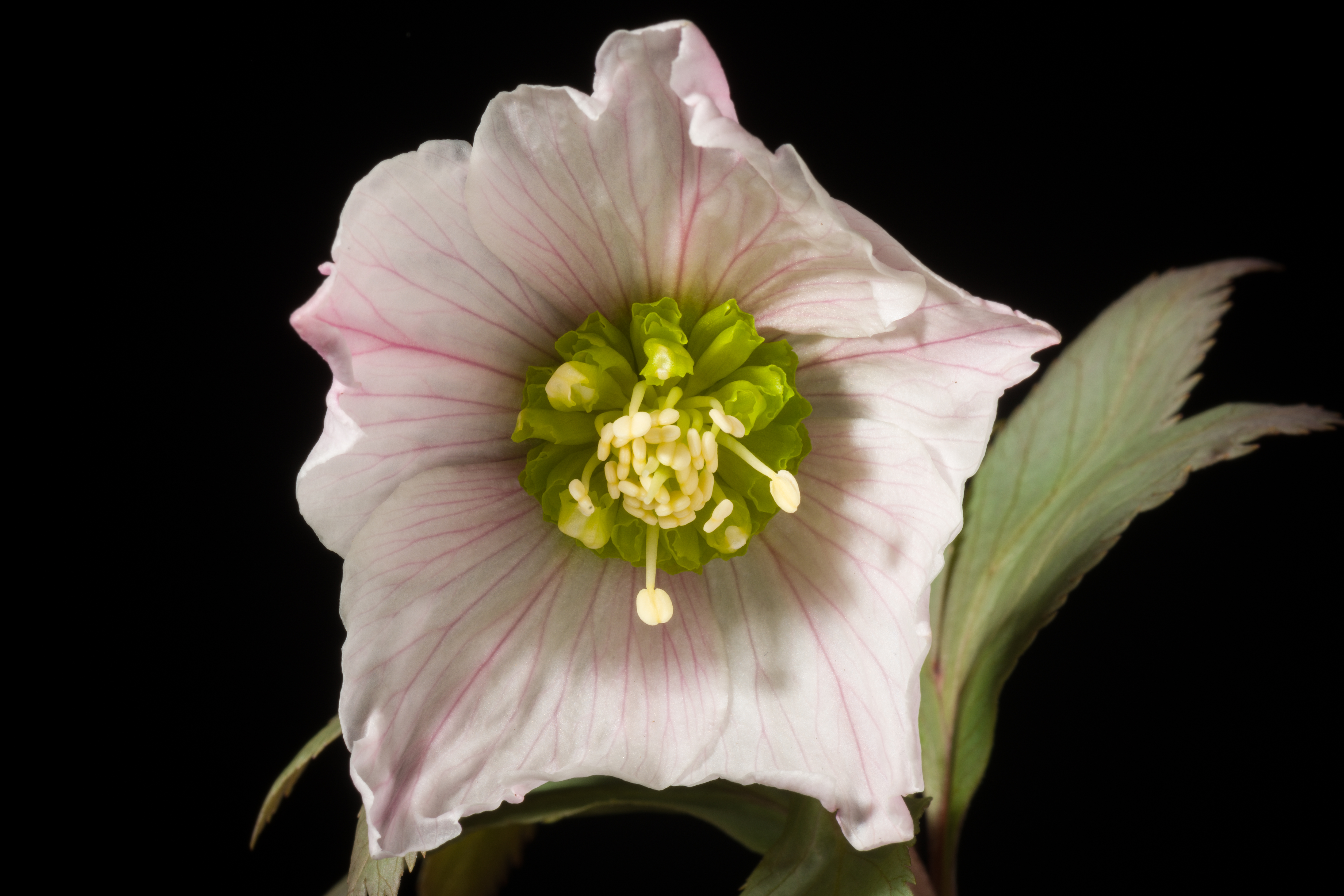
Fleur

Helleborus thibetanus est une plante herbacée pérenne, ayant un rhizome d’environ 4 mm de diamètre et de longues racines fibreuses, succulentes et denses.
Les tiges font 30 à 50 cm de haut, glabres, ramifiées sur la partie supérieure.
Les feuilles sont portées par des pétioles de 20 à 24 cm.
Une ou deux feuilles basales portent un limbe réniforme ou pentagonal, de 7,5–16 cm de large sur 14–24 cm de long, pédalée en 3 sections, le segment central oblancéolé de 1,6–4,5 cm de large, sur la moitié densément denticulé, et avec les segments latéraux, se divisant inégalement en 3 sections.
Les feuilles caulinaires (sur la tige), plus petites que les feuilles basales, sub sessiles, comportent un segment central étroitement elliptique, et des segments latéraux à 2 ou 3 parties inégales.
La fleur terminale, en coupe de 3,5 à 6 cm de diamètre, est formée de 5 sépales rose clair parfois veiné de rose foncé, devenant verts à la fructification, elliptiques ou étroitement elliptiques, de 8 à 10 pétales, petits (de 5–6 mm, tubulaires, de nombreuses étamines de 7–10 mm, à anthères ellipsoïdes. La floraison a lieu en avril.
À la fructification, la fleur donne 2 (parfois 3) follicules, soudés à la base. Les graines ellipsoïdes font env. 3 mm.

## Distribution
Helleborus thibetanus est une plante endémique du sud-ouest de la Chine, distribuée dans le NW Sichuan, le Sud Gansu, NO Hubei, S Shaanxi. Ces régions sont situées à plus de 5 000 km à vol d’oiseau, du centre de diversité des Hellébores qui se situe dans les Balkans.
L’hellébore tibétain croît en forêts, à l’ombre des arbustes, en montagne à 1 100–3 700 m, dans les sols sableux.
C’est une espèce rare qu’il est devenue difficile de trouver dans son habitat, en raison de prélèvements excessifs pour la médecine traditionnelle chinoise. C'est la seule espèce d'hellébore existant en Chine.

## Usages

### Horticulture
La beauté de l’hellébore tibétain a gagné la faveur des jardiniers occidentaux. L’introduction en culture est cependant assez récente malgré les efforts passés de collecteurs de plantes bien connus, tels que Paul Guillaume Farges, William Purdom et Joseph Rock, qui ont tous collecté des spécimens de cette plante. Elle n'a été introduite en culture qu'en 1991, grâce au professeur Kao Paochung de l’Institut de botanique de Chengdu qui a envoyé à Kew (Royaume-Uni), des graines récoltées près de Baoxing dans le Sichuan (nommé du temps du père David, Moupin, dans le Kham) à 2 300 m. La culture de l’hellèbore tibétain est maintenant devenue courante en Europe de l’Ouest, où de nombreux pépiniéristes la proposent à leur catalogue.
Les jardiniers chinois n'ont jamais vraiment prêté attention aux hellébores. Toutefois, des tentatives de promotion sont faites par divers jardins botaniques. Ainsi le Jardin botanique de Shanghai a fait venir des Pays-Bas onze variétés de Helleborus thibetanus. Après plusieurs années d’expérimentation, ces hellébores semblent bien se comporter et être relativement adaptables au climat de Shanghai.
L’espèce est rustique et préfère les situations mi-ombragées.

### Composition chimique et pharmacologie
Plusieurs bufadiénolides et phytoectdystones ont été extraits des rhizomes d’Helleborus thibetanus. Les hétérosides à génine de type bufadiénolide confèrent à cette espèce cultivée une certaine toxicité. Ce sont cependant aussi des composés cardiotoniques utilisables en médecine.
Deux nouveaux bufadiénolides (tigencaoside A, B) trouvés dans les rhizomes de H. thibetanus ont été testés pour leur activité cytotoxique contre les cellules cancéreuses humaines 3LL, MCF-7, QGY7701 et BGC-823. Les valeurs de CI50 du tigencaoside A sur les lignées cellulaires testées allaient de 105,23 à 253,12 μg/ml et pour le tigencaoside B les valeurs exposées étaient comprises entre 56,54 et 86,45 μg/ml.
Des essais sur animal ont montré que les polysaccharides de H. thibetanus peuvent augmenter le poids du thymus et de la rate des souris porteuses de tumeurs et augmenter significativement les cytokines IL-1, TNF-α et IFN-γ potentiellement, capables d’inhiber la croissance des cellules tumorales in vivo.
Des ecdystéroïdes et des γ-lactones ont aussi été isolés dans les hellébores.
Deux nouveaux glycosides de bufadiénolide (1 et 2) avec une fusion de cycle trans A / B avec neuf composés connus (3–11) ont été isolés à partir des rhizomes d'Helleborus thibetanus. Les structures de nouveaux composés ont été élucidées par des analyses spectroscopiques approfondies en combinaison avec la diffraction des rayons X monocristallins. Les bufadiénolides 1 et 3-6 ont présenté de puissantes activités cytotoxiques contre les cellules cancéreuses de la prostate.

### Pharmacopée traditionnelle
En Grèce, aux Ve – IVe siècles av. J.-C., l’hellébore noir (elleboros melas, έλλέβορος μέλας), terme employé dans les textes médicaux grecs antiques, correspondant à l’Helleborus cyclophyllus, est une des plantes médicinales les plus utilisées par les médecins hippocratiques. Elle continuera à être prisée par les médecins européens pendant plus deux millénaires.
En Chine, l’Helleborus thibetanus connu sous le nom de 铁筷子Tiěkuàizi (« baguettes de fer », en raison est-il dit de la forme de son rhizome) est actuellement cultivé en grande quantité à des fins médicinales.

Par contre, il est signalé des usages locaux. L’encyclopédie de médecine chinoise signale une « Phytothérapie chinoise du Shaanxi » pour laquelle le tiekuaizi est (dans la terminologie propre à pharmacologie chinoise traditionnelle) amer (ku 苦), frais (liang 凉), et légèrement toxique (you xiaodu 有小毒). Ses fonctions sont : éliminer la chaleur, détoxifier, favoriser la circulation sanguine, soulager les douleurs. Il est indiqué pour la cystite, l’urétrite, les furoncles, l’empoisonnement, les ecchymoses et les foulures.